# 卡爾·亨利 (足球運動員)
卡爾·利維·丹尼爾·亨利（英語：Karl Levi Daniel Henry，1982年11月26日—）是一名牙買加裔英格蘭職業足球員，司職中場。
亨利出身斯托克城足球學院，其後晉升一隊並為母會上陣超過120場，於2004年曾被短暫外借到切尔滕汉姆。他於2006年轉投伍尔弗汉普顿流浪，其後更獲任命為隊長。

## 生平

### 球會
史篤城
亨利在西米德蘭茲郡的都市自治市和城市伍爾弗漢普頓出生，於1998年以青年球員身份加盟史篤城展開足球事業。2001年2月7日對華素爾的英格蘭聯賽錦標賽事，亨利首次為一隊上陣。翌季他再獲上陣機會，並逐漸鞏固一隊的正選席位，整季在各項賽事合共上陣28仗，而史篤城亦透過季後賽取得升班甲組的最後一個席位。2002/03年球季亨利繼續獲得重用，上陣22場賽事，並於2002年12月26日對巴拉福特，憑一記倒掛取得為史篤城上陣以來首個亦是唯一的入球。
2003/04年球季季中，亨利被借用到乙組球會車頓咸，初步為期1個月。他於2004年1月13日首次代表車頓咸上陣作客與林肯城賽成0-0和氣收場。於上陴5場後，時任車頓咸領隊约翰·沃德（John Ward）希望延長借用兩個月。但由於史篤城傷兵問題嚴重，領隊東尼·佩利斯提前召回亨利，他合共為車頓咸上陣9場及射入1球。2004年9月10日亨利與史篤城延長合約12個月，留隊至2006年。
接著兩個球季亨利雖然每季上陣約30場，但主要用作替補球員，2006年夏季他獲球會提供合約繼續留隊，但他拒絕續約，雖然約滿自由身，由於未滿24歲，史篤城仍然可以向羅致他的球會收取補償金，據報昆士柏流浪和伊奧維均對他有意思。亨利獲准跟隨家鄉球會狼隊操練，並在季前熱身賽對阿士東維拉上陣，更表明自小便擁護狼隊，而他與家人亦一直居於伍爾弗漢普頓。
狼隊
2006年8月3日狼隊與史篤城達成補償金協議，先付10萬英鎊，另外的7.5萬英鎊按出場次數支付，史篤城亦可收取亨利將來轉會的15%收益，亨利與狼隊簽署3年合約。他在新球季的揭幕戰對普利茅夫首次為狼隊上陣。加盟的首個球季大部分時間擔任右閘，間中才有機會出任中場中的角色。同年12月由於（Jody Craddock）因傷缺陣，亨利獲委擔任代隊長。
亨利在狼隊的首個球季在2007年3月3日對盧頓嚴重受傷而提前結束，初是估計只是肋骨骨折，其後隊醫診治發現他的脾脏受損，因而缺陣球季的餘下的賽事，並錯過參加附加賽的機會，而狼隊亦在兩回合累計2-4負於西布朗而無緣升班。但他仍然在各項賽事上陣38場及射入3球。
2007/08年球季亨利傷愈復出，擔任中場中有出色的表現，於2007年10月19日與狼隊延長兩年合約，留隊至2011年。他整季上陣44場及射入3球，包括在查爾頓身上主、客各入1球，但在2008年3月29日對查爾頓受傷而再次在季末重要時刻缺陣，直到閉幕戰才復出主場迎戰普利茅夫，僅能小勝1-0，以1個得失球差不及屈福特而失落參加附加賽的資格。
2008/09年球季原隊長卡杜克因跖骨骨折而缺陣3個月，時任領隊米克·麦卡锡再次將隊長臂章交予亨利。狼隊表現出色，整季大部分時間領導群雄，而亨利由於專注於中場防守任務，故此沒有入球進帳。2009年4月18日狼隊主場出戰昆士柏流浪，亨利是正選11人之一，順利以1-0獲勝，提前兩輪鎖定升班英超資格；下仗作客1-1賽和班士利後更確保英冠冠軍寶座。5月3日閉幕戰在摩連納斯球場1-0擊敗唐卡士打後舉行頒獎典禮，亨利與卡杜克一同高舉英冠獎盃。5月27日與狼隊尚有兩年合約在身的亨利，同意簽署四年新約。
2009/10年球季亨利繼續擔任隊長，他於揭幕戰對韋斯咸首度亮相英超，他整季上陣38場，包括34場聯賽。於2010年4月3日作客對阿仙奴因侵犯托马什·罗西基而被罰直接紅牌，是他個人首次被逐離場，賽後他指控阿仙奴的球員「有如一袋土豆般倒下」（go down like a sack of spuds），賽後狼隊不提上訴而停賽3場。狼隊以第15位結束重返英超的首個球季。
翌季聯賽揭幕日主場對母會史篤城，亨利與隊友大衛·鍾斯（David Jones）合作炮製一個精彩自由球先拔頭籌，最終以2-1取勝開門紅。但狼隊仍然須要在榜末掙扎。2010年9月11日作客對富咸，亨利一記硬朗攔截導致敵方前鋒鲍比·萨莫拉斷腳，賽後亨利否認蓄意傷害對方。隨著亨利在中場掃蕩的角色越來越吃重，他每季領取黃牌的數目亦直線上升，自2008/09年球季首次突破雙位數領得12面黃牌後，他的首個英超球季取得6黃1紅，而2010/11年球季再有8黃1紅的紀錄。2010年10月2日作客對韋根，開賽僅11分鐘，亨利便因雙腳飛剷佐迪·高美斯再次被球證直接出示紅牌驅逐離場，賽後亨利向領隊、隊友及球迷致歉，但他否認狼隊踢法「骯髒」。11月20日狼隊1-2負於黑池，亨利膝內側韌帶受損，需要養傷兩個月，直到翌年1月19日的英格蘭足總盃第三圈5-0大勝唐卡士打才告復出。2011年1月25日亨利與狼隊為原於2013年到期的合約延長1年至2014年。狼隊聯賽煞科日雖然以2-3負於護級對手布力般流浪，由於伯明翰城和黑池同樣敗北，僅以1分之微力壓對手再次成功護級。
新球季展開後，新加盟的羅渣·莊臣取代亨利成為隊長。2011年9月11日狼隊主場0-3負於昆士柏流浪，賽後引發一場亨利與乔伊·巴顿的「口水戰」，兩人在上季於巴顿效力紐卡素時早有積怨，賽後亨利指稱對方「令人尷尬」，而巴顿回擊稱對方「蓄意傷人」，「踢法有如業餘球員」。10月1日主場對紐卡素，當下半場亨利被換離場時，遭到主場部分球迷喝倒采。2012年1月21日狼隊主場2-3負於阿士東維拉，亨利又因侵犯馬斯·艾拜頓被罰紅牌離場。2012年3月初亨利因拉傷腿後腱而缺陣3-4星期。狼隊在辭退米克·麦卡锡後10戰僅能取得兩分，最終以墊底成績降班返回英冠。
2012/13年球季狼隊新帥將隊長臂章再次交回亨利手中，他並在夏季簽署4年新約留隊至2016年。
2013年6月24日，要降落英甲作賽的狼隊宣佈將4名未約滿球員放入可轉會名單，亨利為中之一。
昆士柏流浪
2013年7月23日，要降落英冠作賽的昆士柏流浪從狼隊簽入30歳的亨利，轉會費金額沒有公佈，合約為期兩年。

### 國家隊
2008年10月8日時任牙買加國家隊領隊约翰·巴恩斯（John Barnes）接觸亨利希望他代表牙買加參加國際賽。
2011年2月20日亨利入選英格蘭對丹麥的40人初選名單，但落選最後的26人大軍名單。

## 榮譽
狼隊
- 英格蘭足球冠軍聯賽（II）冠軍：2008/09年；

## 外部連結
- Official club profile（页面存档备份，存于）
- 足球数据库：卡爾·亨利的球员统计数据